# Fika (società)

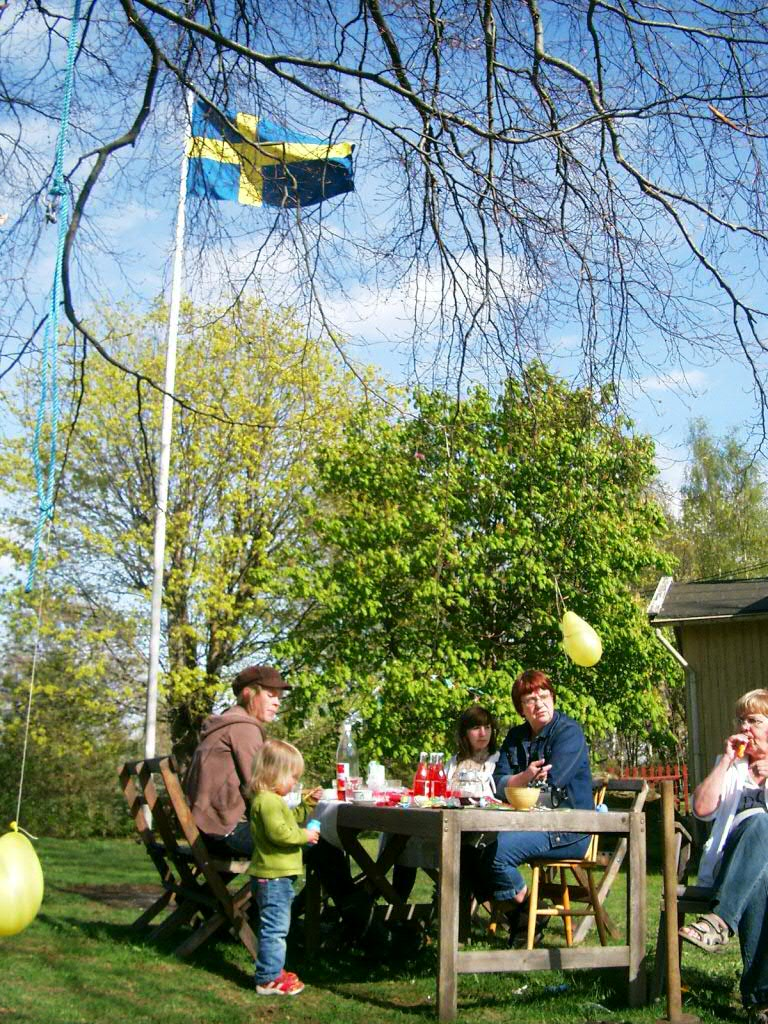
Fika all'aperto nell'estate svedese

La fika è una tradizione svedese, che consiste nel bere un caffè con gli amici, con la famiglia o insieme ai colleghi di lavoro durante una pausa. Al caffè solitamente si accompagna un dolce.
La Svezia è tra i maggiori paesi consumatori di caffè al mondo e la pratica di prendere una pausa caffè insieme ad altre persone, almeno due volte al giorno (in genere alle ore 10:00 e alle 15:00), è molto importante nello stile di vita svedese.

## Etimologia
Durante la storia svedese, il consumo del caffè venne vietato in più occasioni, tra cui un editto del 1764, emanato da re Gustavo III, nel 1794 e fino agli anni venti dell'Ottocento. Nonostante il divieto, il caffè continuò ad essere bevuto in Svezia.
La parola svedese fika appartiene ad una varietà slang del XIX secolo, in cui le sillabe di una parola venivano invertite: fika deriva infatti da kaffi, termine svedese arcaico che indica il caffè (oggi kaffe). È in uso anche il termine fik, derivato per elisione da fika.

## Tradizione
In origine, la fika consisteva in un assaggio di sette biscotti fatti in casa ed era considerata una sorta di competizione fra i partecipanti per premiare chi avesse preparato quelli migliori.
Negli anni quaranta del Novecento si diffuse tra le famiglie svedesi il ricettario sju sorters kakor ('sette tipi di biscotti'), che entrò rapidamente a far parte della cultura culinaria svedese. Si dice che ogni famiglia ne possieda almeno quattro copie, alcune delle quali ereditate da parenti, e che sia uno dei libri più influenti in Svezia.
Nei tempi moderni la tradizione svedese dei sette biscotti è andata scomparendo, ma il rituale del socializzare bevendo il caffè si è consolidato come rituale. Molte aziende svedesi obbligano i propri dipendenti ad effettuare la fika, offrendo loro anche bevande calde al fine di aumentare il benessere lavorativo e, conseguentemente, anche la produttività aziendale. La tradizione è anche utilizzata come strategia di marketing: l'IKEA, nota azienda svedese di arredamento, ha infatti esportato questa tradizione in tutto il mondo attraverso le aree di ristorazione interna dei suoi negozi.
In Danimarca esiste una tradizione ottocentesca simile, chiamata Sønderjysk Kaffebord (tavolino da caffè dello Jutland Meridionale), in cui vengono serviti ventuno tipi di torte (sette secche, sette dolci e sette torte dure) accompagnate dal caffè.

## Tipologia

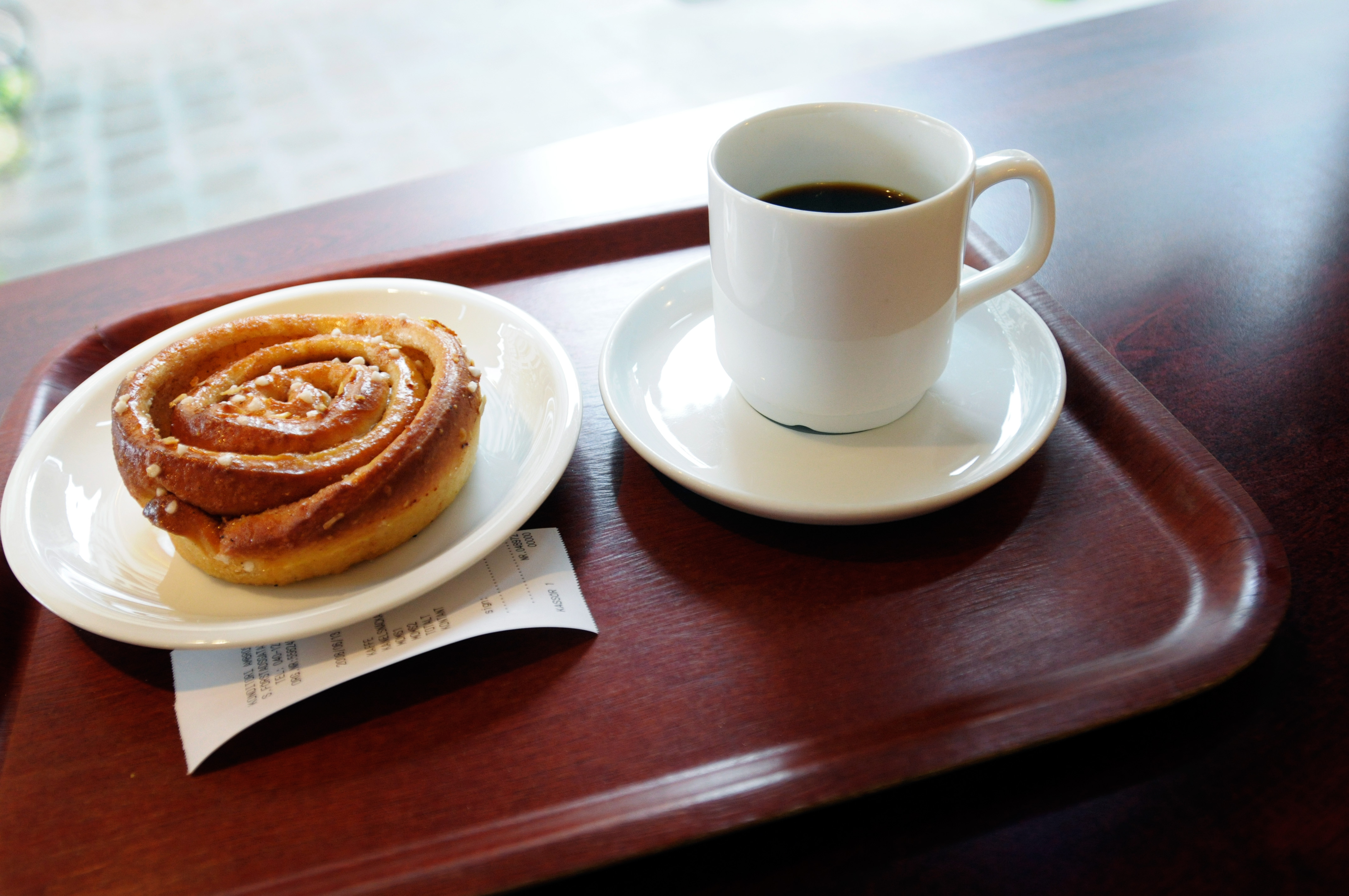
Un classico caffè svedese con un dolcetto alla cannella (kanelbulle)

Sebbene la fika rinvii al "prendersi una pausa dal lavoro", spesso in questo caso si usa il termine, più enfatico, fikapaus (pausa caffè) o fikarast (break per la fika); le parole kaffepaus e kafferast vengono usati come sinonimi. Fika è sia un sostantivo che un verbo; può quindi significare l'azione di prendere un caffè con un amico al bar. Nonostante il termine implichi bere caffè, si utilizza nel linguaggio corrente anche per indicare in modo generico uno spuntino, di solito prima di cena, come mangiare un tramezzino al bar accompagnato da una bevanda. Durante la fika è comune bere del tè al posto del caffè, mentre i più giovani possono bere cioccolata calda o latte.
Esiste anche la parola composta fikabröd (letteralmente "pane per la pausa caffè"), che indica l'insieme di biscotti, dolci e paste che tradizionalmente vengono mangiati insieme al caffè; le paste non dolci di solito non sono incluse (sebbene possano essere mangiate insieme al caffè). Fika sia come nome che come verbo sottintende di solito la presenza di fikabröd e caffè insieme.
Nella parte settentrionale della Svezia e in alcune aree rurali, la fika può significare il caffè preso da solo, senza nient'altro: Ta en kopp fika ("bere un caffè").